# Szawer Leszno
LKS SZAWER Leszno – klub speedrowerowy z Leszna, najstarszy i najbardziej utytułowany w Polsce. Powstał w 1994 roku. Na początku istnienia pod nazwą EUREX LESZNO, obecnie SZAWER LESZNO. Zespół występuje w Ekstralidze speedrowera i jest jedenastokrotnym mistrzem Polski, trzykrotnym Mistrzem Europy Drużyn Klubowych (2003, 2005, 2012) i Mistrzem Świata Drużyn Klubowych (2009). Od 2004 roku drużyna występowała pod nazwą LKS ASTROMAL-SZAWER Leszno, a od 2015 do dnia dzisiejszego występuje pod nazwą LKS SZAWER Leszno.

## Tor
Obiekt znajduje się w kompleksie sportowym w sąsiedztwie dwóch stadionów - klubu żużlowego Unia Leszno oraz klubu piłkarskiego Polonia 1912 Leszno.
| Parametr                   | Wymiar                              |
| -------------------------- | ----------------------------------- |
| Długość toru               | 72,5 m                              |
| Szerokość toru na prostych | 6 m                                 |
| Szerokość toru na łukach   | 7 m                                 |
| Promień łuków              | 4 m                                 |
| Profil toru na prostych    | 5%                                  |
| Profil toru na łukach      | 13%                                 |
| Nawierzchnia toru          | mix (sienit, grys i mączka ceglana) |
| Powierzchnia parku maszyn  | 113 m²                              |

Tor ze względu na swoje położenie oraz kształt łuków jest jednym z najbardziej charakterystycznych obiektów w Polsce.

## Sukcesy
Sukcesy klubu:
- Drużynowy Mistrz Polski: 1995, 1996, 1997, 2003, 2006, 2007, 2008, 2009, 2011, 2012, 2019
- Drużynowy Wicemistrz Polski: 2005, 2010, 2013, 2017, 2018, 2024[4]
- Drużynowy II Wicemistrz Polski: 2001, 2004
- Mistrz Europy Drużyn Klubowych: 2003, 2005, 2012
- Wicemistrz Europy Drużyn Klubowych: 2008
- Mistrz Świata Drużyn Klubowych: 2009

### Medale Drużynowych Mistrzostw Polski
Zespół z Leszna jest najbardziej utytułowaną drużyną w Polsce. Posiada na swoim koncie 19 medali Drużynowych Mistrzostw Polski w speedrowerze - 11 złotych, 6 srebnych oraz 2 brązowe.
| Sezon | Rozgrywki ligowe | Rozgrywki ligowe | Rozgrywki ligowe | Uwagi                                      |
| Sezon | Liga             | Liga             | Miejsce          | Uwagi                                      |
| ----- | ---------------- | ---------------- | ---------------- | ------------------------------------------ |
| 1995  | I                | Ekstraliga       | 1                | Drużyna wystepowała pod nazwą Eurex Leszno |
| 1996  | I                | Ekstraliga       | 1                | Drużyna wystepowała pod nazwą Eurex Leszno |
| 1997  | I                | Ekstraliga       | 1                | Drużyna wystepowała pod nazwą Eurex Leszno |
| 2001  | I                | Ekstraliga       | 3                |                                            |
| 2003  | I                | Ekstraliga       | 1                |                                            |
| 2004  | I                | Ekstraliga       | 3                |                                            |
| 2005  | I                | Ekstraliga       | 2                |                                            |
| 2006  | I                | Ekstraliga       | 1                |                                            |
| 2007  | I                | Ekstraliga       | 1                |                                            |
| 2008  | I                | Ekstraliga       | 1                |                                            |
| 2009  | I                | Ekstraliga       | 1                |                                            |
| 2010  | I                | Ekstraliga       | 2                |                                            |
| 2011  | I                | Ekstraliga       | 1                |                                            |
| 2012  | I                | Ekstraliga       | 1                |                                            |
| 2013  | I                | Ekstraliga       | 2                |                                            |
| 2017  | I                | Ekstraliga       | 2                |                                            |
| 2018  | I                | Ekstraliga       | 2                |                                            |
| 2019  | I                | Ekstraliga       | 1                |                                            |
| 2024  | I                | Ekstraliga       | 2                |                                            |

## Zawodnicy

### Obecny skład
Stan na 25 czerwca 2025
| Kat.          | Zawodnik              | Rocznik | Uwagi                                  |
| ------------- | --------------------- | ------- | -------------------------------------- |
| Grand Weteran | Marek Juskowiak       | 1975    |                                        |
| Masters       | Damian Woźny          | 1976    |                                        |
| Masters       | Maciej Pudliszewski   | 1978    |                                        |
| Masters       | Łukasz Rajewski       | 1978    |                                        |
| Masters       | Krzysztof Mądrzak     | 1979    |                                        |
| Masters       | Jakub Baldys          | 1981    | wypożyczony z KS Harpagan Zielona Góra |
| Masters       | Jacek Wleklik         | 1981    |                                        |
| Masters       | Daniel Kubiak         | 1981    |                                        |
| Masters       | Marcin Banaszak       | 1982    |                                        |
| Masters       | Jakub Włodarczyk      | 1982    |                                        |
| Senior        | Piotr Jamroszczyk     | 1989    | wypożyczony z PKS Victoria Poczesna    |
| Senior        | Patryk Kriger         | 1990    |                                        |
| Senior        | Michał Rodzeń         | 1990    |                                        |
| Senior        | Mateusz Ludwiczak     | 1992    |                                        |
| Senior        | William Jeffery       | 2001    |                                        |
| Senior        | Marek Szwałek         | 2001    |                                        |
| Młodzieżowiec | Jakub Ignyś           | 2002    |                                        |
| Młodzieżowiec | Torsten Jolly         | 2006    |                                        |
| Junior        | Mikołaj Kurpisz       | 2007    |                                        |
| Kadet         | Eryk Kośmider         | 2009    |                                        |
| Kadet         | Rafał Białasik        | 2009    |                                        |
| Kadet         | Albert Seweryn        | 2009    |                                        |
| Kadet         | Mateusz Maćkowiak     | 2010    |                                        |
| Kadet         | Krzysztof Kaczmarek   | 2010    |                                        |
| Kadet         | Filip Balcer          | 2010    |                                        |
| Młodzik       | Nikodem Tomowiak      | 2011    |                                        |
| Młodzik       | Jerzy Łabędzki        | 2011    |                                        |
| Młodzik       | Adam Mulawa           | 2012    |                                        |
| Młodzik       | Adam Jasiński         | 2012    |                                        |
| Młodzik       | Piotr Zając           | 2012    |                                        |
| Młodzik       | Maksymilian Harendarz | 2012    |                                        |
| Żak           | Tomasz Golembka       | 2013    |                                        |
| Żak           | Jakub Olejniczak      | 2014    |                                        |
| Żak           | Tobiasz Seweryn       | 2014    |                                        |
| Żak           | Miłosz Baldys         | 2014    |                                        |
| Żak U10       | Tymoteusz Skorliński  | 2015    |                                        |
| Żak U10       | Adam Stachowiak jr.   | 2016    |                                        |
| Żak U10       | Paweł Tomowiak        | 2016    |                                        |
| Żak U10       | Edmund Seweryn        | 2016    |                                        |
| Żak U8        | Jan Wojtkowiak        | 2017    |                                        |
| Żak U8        | Wiktor Kolan          | 2017    |                                        |
| Żak U8        | Robert Kałek          | 2017    |                                        |
| Żak U8        | Aleksander Małkiewicz | 2018    |                                        |
| Żak U8        | Nikodem Pawłowski     | 2018    |                                        |